# Konkanski jezici
Konkanski jezici (konkani) podskupina južnih indoarijskih jezika koja obuhvaća barem (7) jezika u Indiji. Njima govori oko 8.651.000 ljudi. Najznačajnijni među njima su konkanski i goanski konkanski.
Predstavnici su: goanski konkani [gom] (3,633,900), katkari [kfu] (12.000 2007; 294.000 etničkih Kathoda), konkani [knn] (4,004,490), kukna [kex] (400.000; 2000 IICCC), phudagi [phd] (1.010; 2000), samvedi [smv] (nepoznato), varli [vav] (600.000; 2003).

## Vanjske poveznice
- Ethnologue (14th)
- Ethnologue (15th)